# Inmaculada Concepción (Iglesia de San Julián)
La Inmaculada Concepción es una talla de Alonso Cano fechada entre 1632 y 1634. Está ubicada en la Iglesia de San Julián, en Sevilla (Andalucía, España).

## Historia
La imagen fue originalmente asignada a Martínez Montañés, atribución defendida en 2002 por el historiador del arte Emilio Gómez Piñol, quien además sitúa la obra próxima al círculo escultórico de San Isidoro, si bien con el paso del tiempo se terminaría considerando a Alonso Cano como autor de la talla, tesis que se mantiene en la actualidad.  La Inmaculada puede fecharse en el periodo 1632-1634 y, con toda seguridad, antes de 1638, debido a que ese año Cano fue llamado a la corte en Madrid por el conde-duque de Olivares.
La talla recibió culto inicialmente en la Iglesia de Santa Lucía hasta que, en el marco de la Revolución de 1868, la Junta Revolucionaria, alegando el exceso de parroquias en Sevilla, clausuró el templo y lo vendió a particulares, siendo la imagen de la Inmaculada enviada, junto con otros objetos litúrgicos, a la Iglesia de San Julián, donde pasó a presidir la Capilla Sacramental. Este templo sufrió la madrugada del 8 de abril de 1932 un grave incendio provocado que causó serios daños en la talla, la cual fue rescatada más de tres horas después de declararse el fuego por fray Sebastián de Ubrique, guardián del Convento de los Capuchinos, con ayuda de varios bomberos. Fue restaurada con éxito, aunque sus manos tuvieron que ser reemplazadas, convirtiéndose en la única imagen de la iglesia que logró salvarse de las llamas.
Titular de la Hermandad de la Hiniesta junto con el Cristo de la Buena Muerte y la Virgen de la Hiniesta además de ser una de las obras de mayor valor de San Julián, la imagen tuvo el honor de presidir en 1974 el altar instalado en la Plaza de San Francisco con motivo de la celebración del Corpus Christi y de la salida en aquellas fechas de la Hiniesta Gloriosa para su coronación canónica.

## Descripción

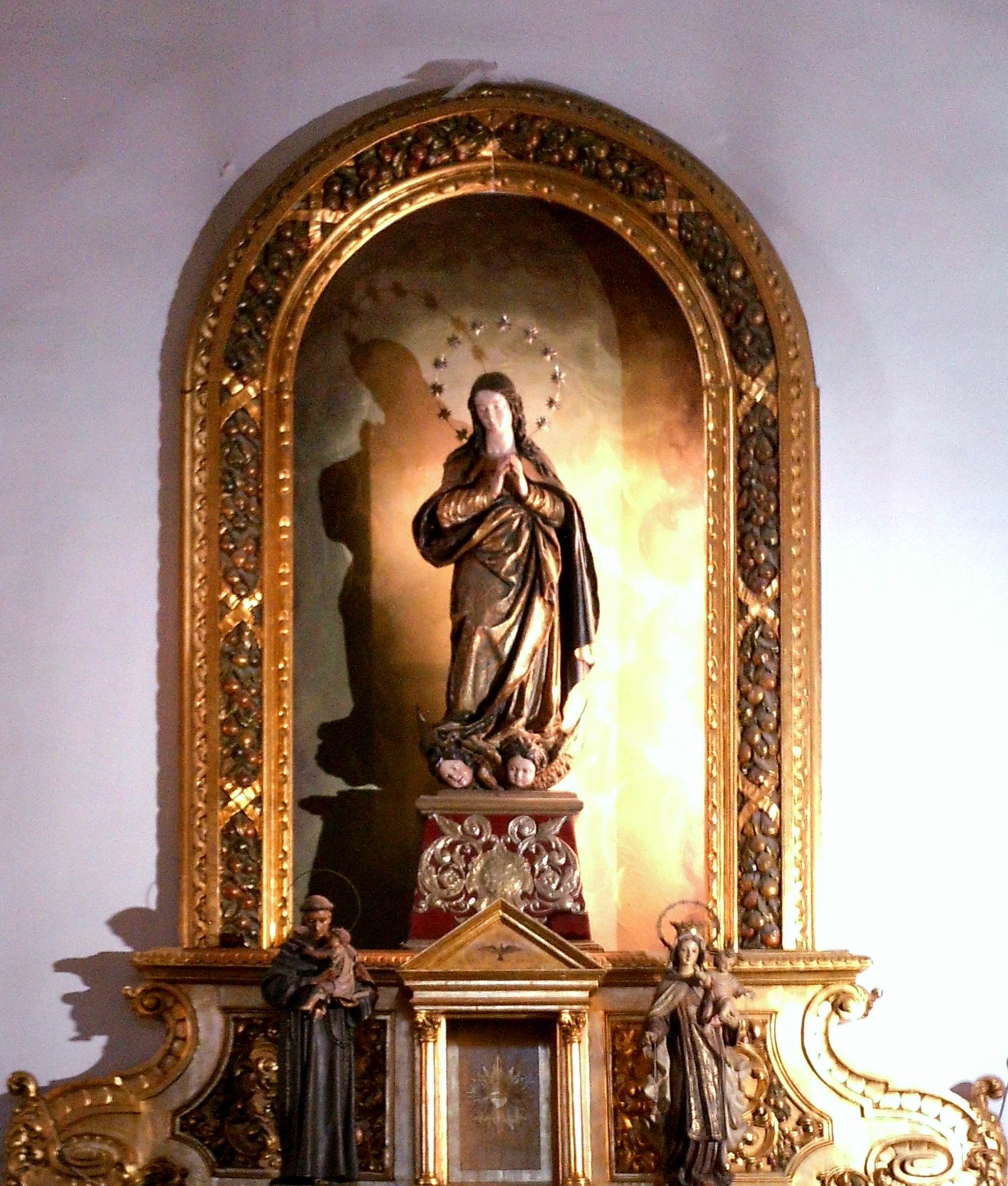
La Inmaculada Concepción en su retablo.

La Inmaculada, de 1,41 metros y realizada en madera policromada y estofada, sigue muy de cerca el esquema artístico impuesto por Montañés, razón por la que en principio se le atribuyó su factura. La Virgen, de bulto redondo, tiene la cabeza ligeramente agachada y los ojos casi cerrados a imagen y semejanza de La Cieguecita, luciendo una boca pequeña de labios finos y un semblante juvenil, casi aniñado. La melena está dividida y caen mechones a ambos lados del rostro y sobre los hombros, mostrando el cabello unas leves ondulaciones típicas en la imaginería de Montañés. Los brazos están flexionados y las manos juntas en actitud orante, perfectamente integradas con el resto de la obra pese a ser de factura mucho más reciente. A diferencia de La Cieguecita, la Inmaculada de Cano no presenta los brazos desplazados y ambas manos se sitúan delante del pecho, lo que crea una disposición claramente frontal, si bien esta frontalidad se quiebra gracias al contrapposto creado por el ligero desplazamiento de la pierna derecha, lo que rompe a su vez el hieratismo y la estaticidad en la que podría haber caído la obra. La Virgen se apoya en un escabel con forma de media luna en la que destacan los rostros alados de dos querubines. Esta característica permitió que la talla pudiese ser atribuida con mayor seguridad a Cano puesto que en las Inmaculadas de Montañés es típica la reproducción de una o tres cabezas.
La vestimenta ayuda a dotar de gran movimiento a la escultura; la túnica, apenas visible por el manto, posee una estructura de pliegues verticales los cuales se arquean a medida que la tela cae hasta los pies, mientras que el manto muestra una doblez a la altura del pecho que contribuye a acentuar el arqueamiento de los drapeados y el contrapposto, contrastando a su vez con la caída vertical del otro extremo. Esta doblez, producida en una zona en la que el manto carece de sujeción, recuerda al pliegue de la capa de la talla de Santa Teresa de Jesús conservada en el Museo Nacional de Escultura, obra de Gregorio Fernández, contemporáneo de Cano. Del mismo modo, posee importantes semejanzas con la Inmaculada custodiada en el Hospital de los Venerables, obra de Montañés; con la Purísima conservada en el Convento de las Teresas, realizada por Juan de Mesa; y, sobre todo, con una Inmaculada venerada en la Iglesia de San Andrés, atribuida a Montañés y tomada al parecer como punto de referencia.